# Вајдхофен (Горња Баварска)
Вајдхофен (њем. Waidhofen) општина је у њемачкој савезној држави Баварска. Једно је од 18 општинских средишта округа Нојбург-Шробенхаузен. Према процјени из 2010. у општини је живјело 2.165 становника. Посједује регионалну шифру (AGS) 9185166.

## Географски и демографски подаци
Вајдхофен се налази у савезној држави Баварска у округу Нојбург-Шробенхаузен. Општина се налази на надморској висини од 404 метра. Површина општине износи 27,3 km². У самом мјесту је, према процјени из 2010. године, живјело 2.165 становника. Просјечна густина становништва износи 79 становника/km².